# Drosera caduca
Drosera caduca es una especie de planta perenne perteneciente al género de plantas carnívoras Drosera. Es endémica de Australia Occidental.

## Descripción
Sus hojas están dispuestas en una roseta con una o varias rosetas que salen de la raíz. Produce flores blancas de diciembre a julio. Drosera caduca crece en suelos arenosos blancos en los márgenes de arroyos de la Cordillera Edkins en la parte sur de la Reserva Natural de Príncipe Regente y también en Augustus Island. 

## Taxonomía
Drosera caduca fue descrita por primera vez por Allen Lowrie en 1996, el espécimen tipo fue recolectado en August Island el 27 de mayo de 1993 y publicado en Nuytsia 11: 59. 1996.

Etimología
Drosera: tanto su nombre científico –derivado del griego δρόσος (drosos): "rocío, gotas de rocío"– como el nombre vulgar –rocío del sol, que deriva del latín ros solis: "rocío del sol"– hacen referencia a las brillantes gotas de mucílago que aparecen en el extremo de cada hoja, y que recuerdan al rocío de la mañana.
caduca: epíteto latino que significa "caduco", en referencia a la caducidad de los tricomas que atrapan los insectos en todas las hojas. Esta planta es única en el género por la falta de las trampas pegajosas en las hojas adultas maduras.